# 40994 Tekaridake
40994 Tekaridake è un asteroide della fascia principale. Scoperto nel 1999, presenta un'orbita caratterizzata da un semiasse maggiore pari a 2,6896099 UA e da un'eccentricità di 0,1993201, inclinata di 11,63292° rispetto all'eclittica.